# Saint-Michel-de-Feins
Saint-Michel-de-Feins korábbi község Franciaország Loire mente régiójában, Maine-et-Loire megyében. 2019. január 1-jén három másik korábbi községgel egyesült és Bierné-les-Villages új község része lett.
Lakosainak száma 177 fő (2018. január 1.). Saint-Michel-de-Feins Sœurdres, Argenton-Notre-Dame, Bierné, Daon és Saint-Laurent-des-Mortiers községekkel határos.

## Népesség
A település népessége az elmúlt években az alábbi módon változott:
| Lakosok száma | 172  | 153  | 128  | 136  | 161  | 177  | 184  | 188  | 181  | 177  |
|               | 1968 | 1975 | 1982 | 1999 | 2006 | 2011 | 2013 | 2016 | 2017 | 2018 |